# Чёрная Бездна
Чёрная Бездна́ (чув. Хура Пасна) — река в Чувашии и Ульяновской области, левый приток Бездны (бассейн Суры).

## Описание
Длина реки — 32 км, площадь водосборного бассейна — 237 км². Течение проходит в лесах, в том числе по национальному парку «Чаваш Вармане» в низовьях.
Исток находится в 4 км южнее посёлка Шумы Алатырского района Чувашии. В верховьях река течёт на юг, в Сурском районе Ульяновской области поворачивает на восток, разворачивается и далее течёт на север по Шемуршинскому району Чувашии. Впадает в Бездну по левому берегу в 62 км от её устья.
Основные притоки: Кичерла (лв), Чукалы (пр). Густота речной сети в бассейне 0,62 км/км².
В бассейне расположены населённые пункты Сойгино, Новые- и Русские Чукалы, Шумы (все — Чувашия).

## Данные водного реестра
По данным государственного водного реестра России относится к Верхневолжскому бассейновому округу, водохозяйственный участок реки — Сура от Сурского гидроузла и до устья реки Алатырь, речной подбассейн реки — Сура. Речной бассейн реки — (Верхняя) Волга до Куйбышевского водохранилища (без бассейна Оки).
Код объекта в государственном водном реестре — 08010500312110000037729.